# Copperas Cove
Copperas Cove é uma cidade localizada no estado norte-americano de Texas, no Condado de Bell e Condado de Coryell e Condado de Lampasas.

## Demografia
Segundo o censo norte-americano de 2000, a sua população era de 29.592 habitantes.
Em 2006, foi estimada uma população de 29.727, um aumento de 135 (0.5%).

## Geografia
De acordo com o United States Census Bureau tem uma área de
36,1 km², dos quais 36,1 km² cobertos por terra e 0,0 km² cobertos por água.

## Localidades na vizinhança
O diagrama seguinte representa as localidades num raio de 28 km ao redor de Copperas Cove.